# Makoto Izubuchi
Makoto Izubuchi (出渕誠 Izubuchi Makoto?) (9 de junio de 1974), más conocido por su nombre artístico Razor Ramon Real Gay (レイザーラモンRG Reizā Ramon RG?) es un luchador profesional, comediante y tarento japonés. Izubuchi es mayormente conocido por formar el dúo cómico Razor Ramon junto con Masaki Sumitani.

## Vida personal
Izubuchi está casado, y tuvo su primer hijo en junio de 2005.

## Carrera

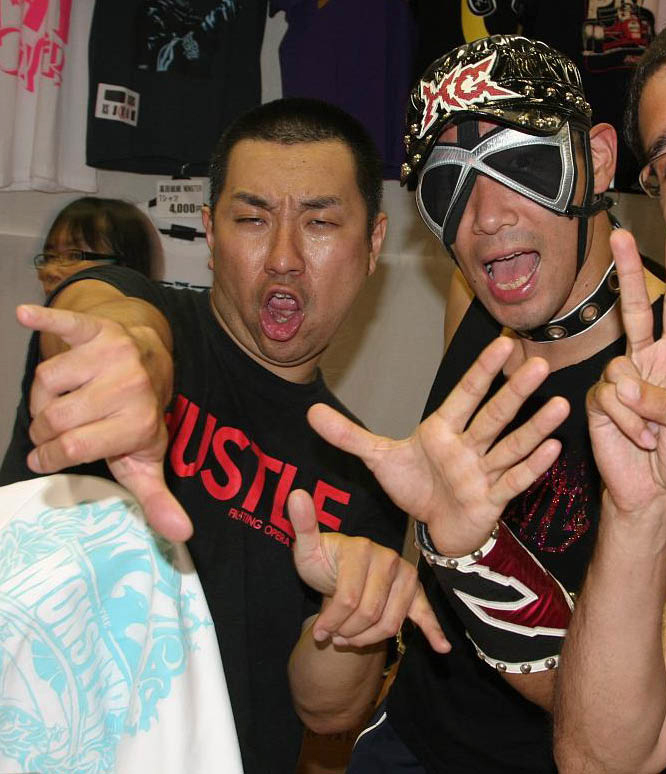
El dúo Razor Ramon, compuesto por RG y HG, de izquierda a derecha.

Izubuchi estudió en la universidad de Doshisha, donde se graduó en económicas. Allí conoció a Masaki Sumitani, con quien formó el dúo de comedia "Razor Ramon" en 1997. El nombre de la pareja se debió al luchador profesional estadounidense Razor Ramon. Sumitani y Izubuchi consiguieron un gran éxito, y ganaron el premio Fukuwarai al mejor dúo manzai del año en el Imamiya Kids’ Ebisu Manzai Contest. Razor Ramon comenzó su carrera pública en SABUKI, un club de comedia de Osaka abierto por el grupo de humoristas Yoshimoto Kogyo en la región de Kansai. Durante ese tiempo, Makoto formó parte del club de música ligera de la universidad.
Tiempo después de acabar la universidad, Izubuchi encontró trabajo en un concesionario de Toyota Motor Corporation. Sin embargo, poco tiempo después se unió a Yoshimoto Kogyo junto con Sumitani, participando en el programa Yoshimoto Shin-kigaeki, uno de los más populares de Japón. En él, Izubuchi y Sumitani interpetaban roles de repartidores, dueños de restaurantes de udon, albañiles, yakuzas y varios otros. Izubuchi también se hizo famoso por actuar de músico de gagaku, de geek y de luchador de artes marciales.

### Razor Ramon Real Gay
Durante sus apariciones en 2005, Izubuchi adoptó un personaje llamado Real Gay (también llamado RG) para aprovechar el éxito en pantalla de su compañero Hard Gay. Real Gay se presenta ataviado con vestiduras de cuero negro, gafas de sol y gorra como HG, aunque añadiendo una peluca rastafari y un toque de humor absurdo a sus características. Supuestamente, RG también es homosexual, aunque suele resultar obvio para el espectador que no lo es del todo, ya que se muestra cómicamente lascivo con las mujeres. En sus apariciones, RG parodia los gestos y frases de Hard Gay, usando por ejemplo la frase "Yō yō yō yō yō" para parodiar el "Sei sei sei sei sei" de HG. A diferencia de la música de Ricky Martin que siempre acompaña a Hard Gay, Real Gay usa de cortina musical la canción Lifetime Respect de Miki Douzan, interpretada por RSP.
Principalmente, RG ha aparecido en televisión realizando segmentos con HG; al contrario que Hard Gay, RG no ha protagonizado una serie establecida de sketches. La misión de Real Gay es servir de asistente y secuaz a Hard Gay, aunque a veces entran en confrontación de forma cómica, debido a los malentendidos que las extravagancias de sus personajes causan entre ellos.

## Carrera en la lucha libre profesional
Durante sus años en la universidad, Izubuchi, aficionado a la lucha libre profesional, comenzó a practicar backyard wrestling con sus compañeros Masaki Sumitani y Hiroshi Tanahashi, antes de unirse los tres al club de puroresu de su universidad, Doshisha Professional Wrestling Alliance. Allí Izubuchi compitió como "Shinsei Chinsaki" (チン先真性), una parodia de Jinsei Shinzaki.

### HUSTLE (2005-2010)
Izubuchi debutó en HUSTLE en 2005 como Real Gay, miembro del HUSTLE Army y antiguo amigo de Hard Gay. Su primera aparición fue en unas audiciones dirigidas por la general mánager de HUSTLE, Hiroko Suzuki, quien le aceptó como miembro de la promoción. Además, al poco tiempo, Real Gay fue elegido como el siguiente GM. Su primera lucha fue con Kenzo Suzuki, esposo de Hiroko, en un combate individual, pero Izubuchi resultó derrotado con sorprendente celeridad. A pesar de su locuacidad y habilidad al micrófono, RG se denotó extremadamente poco efectivo en el ring, siendo continuamente dominado de forma brutal por todos sus oponentes; además, su punto débil era recibir atomic drops, que tenían un efecto devastador en él. Aun así, RG no perdía la moral, entrenando periódicamente con luchadores como Osamu Kido y Shinya Aoki y enfrentándose con entusiasmo a multitud de leyendas de la lucha libre japonesa contra las que evidentemente no tenía oportunidad, lo que le hizo ganarse el apoyo del público. RG fue despojado de su puesto de GM por Wataru Sakata en una lucha con votación de fanes, por lo que se dedicó enteramente a la lucha, formando un equipo con HG análogo al dúo Razor Ramon en la realidad. Entre combate y combate, HG y RG eran vistos realizando promos manzai, así como pasando tiempo en las cafeterías de HUSTLE con la camarera Akari.
A mediados de 2008, HG fue secuestrado por el Monster Army y sometido a extraños experimentos por el Dr. Nakamatsu, los cuales dieron como resultado al clon malvado de HG, Fake HG. Los efectos secundarios de los experimentos, no obstante, dieron a HG acceso al modo "Super HG", que le daba un enorme poder cuando se enfurecía. RG y Akari, que debutó como luchadora bajo el nombre de KG, descubrieron la marca del Monster Army en la espalda de HG después de una de estas transformaciones, pero HG siguió usándolas ya que eran la única forma de derrotar a sus oponentes. RG y KG fueron asistidos por el detective Alan Kuroki a fin de descubrir el misterio de los poderes de Hard Gay, pero esto se reveló forzosamente en Hustlemania 2008, donde se explicó que cada transformación a "Super HG" afectaba a la mente de HG, siendo la de esa noche la última tolerable, lo que ocasionó que HG se convirtiese en una versión malvada llamada Monster HG. Con la perspectiva de HG como miembro del Monster Army, Kuroki cambió su personalidad a la de Magnum TOKYO para combatirle y efectivamente logró derrotarle, pero sin lograr cambiar su mente de nuevo. Finalmente, en HUSTLE Tour 2009, Monster HG debió enfrentarse a su antiguo compañero, RG; durante el combate, RG comenzó a mostrar vídeos y recuerdos de su pasado, lo que atormentó a Monster HG y permitió a su oponente ganar. La misma noche, HG proclamó que abandonaba el Monster Army y volvió a ser face, restaurando su alianza con RG y el resto del HUSTLE Army.

### Dramatic Dream Team (2010-presente)
El 7 de julio de 2010, RG apareció en Dramatic Dream Team para burlarse de Danshoku Dino. El 25 de julio, HG y RG hicieron una aparición en DDT Ryogoku Peter Pan 2010 Summer Vacation para enfrentarse a Danshoku Dino en un Handicap Match, pero fueron derrotados.
El 19 de octubre de 2011, RG volvió a aparecer en la empresa para enfrentarse a Tsuyoshi Kikuchi, ganando el combate por descalificación.

### All Japan Pro Wrestling (2011-2012)
En diciembre de 2011, Izubuchi apareció en All Japan Pro Wrestling, haciendo equipo con Manabu Soya para derrotar a Ryota Hama & Koriki Choshu, ganando así el F-1 Tag Team Championship. Un año después, Soya y él se enfrentaron a Takao Omori & Kannazuki, pero fueron derrotados y perdieron los títulos.

### Dragon Gate (2012)
El 22 de abril de 2012, RG y HG aparecieron en Dragon Gate en el evento The Gate of Passion 2012, como invitados de Hakata TV. Durante la noche, Real Gay y su compañero actuaron de comentaristas, e intervinieron en el último combate de la velada atacando a Genki Horiguchi.
En marzo de 2015, Hard Gay y Real Gay abrieron el evento de retiro de Yoji Anjo, con RG imitando a Akira Maeda antes de pasar un vídeo con los mejores momentos del antiguo luchador de HUSTLE, y HG entrando para posar con él en el ring.

## En lucha

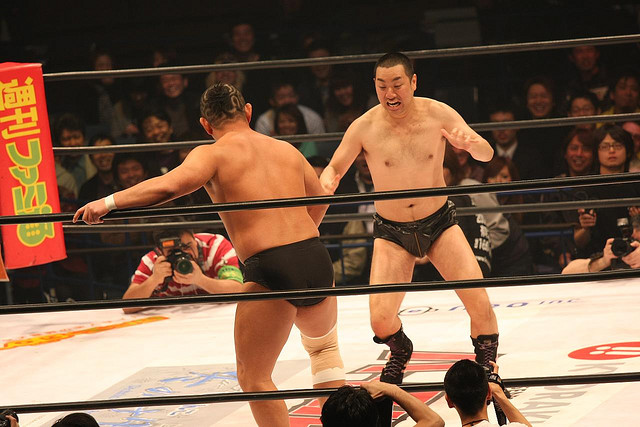
Izubuchi (derecha) luchando con Minoru Suzuki (izquierda).

- Movimientos finales
  - RG Rana[4] (Hurricanrana)[5]
  - Dear Tanahashi[2] (Diving splash)
  - Death Drop[4] (Diving seated senton a un oponente de pie) - adoptado de Hard Gay

- Movimientos de firma
  - Ojama Suplex[3] (Bridging German suplex)
  - Fundoshi Clutch[4] (Sunset flip jackknife pin, a veces desde una posición elevada)[5]
  - Japanese RG Clutch[6] (Twisting standing reverse prawn pin)
  - Abdominal strecht[7]
  - Arm twist ropewalk chop[8] - parodiado de Jinsei Shinzaki
  - Backslide pin[4]
  - Diving crossbody,[8] a veces hacia fuera del ring
  - Drop toehold
  - Figure four leglock
  - Hip toss
  - Low blow
  - Múltiples slaps finalizadas con low-impact palm strike
  - Running hip attack[5]
  - Small package[5]
  - Spinning heel kick[5][8]
  - Stink face[7]

## Campeonatos y logros
- All Japan Pro Wrestling
  - F–1 Tag Team Championship (1 vez) - con Manabu Soya